# Velora sordida
Velora sordida är en skalbaggsart som först beskrevs av Francis Polkinghorne Pascoe 1863.  Velora sordida ingår i släktet Velora och familjen långhorningar. Inga underarter finns listade i Catalogue of Life.